# Kabinett Arce
Das Kabinett Arce bildet seit dem 9. November 2020 die Regierung von Bolivien. Es löste die Übergangsregierung von Jeanine Áñez ab. 

## Kabinettsmitglieder
| Amt                                                                 | Bold                                                  | Name                                        |
| ------------------------------------------------------------------- | ----------------------------------------------------- | ------------------------------------------- |
| Präsident                                                           |                                                       | Luis Arce                                   |
| Vizepräsident                                                       |                                                       | David Choquehuanca                          |
| Außenminister/in                                                    |                                                       | Rogelio Mayta (bis 27. November 2023)       |
| Außenminister/in                                                    | Celinda Sosa Lunda (ab 27. November 2023)             |                                             |
| Ministerin für die Präsidentschaft                                  |                                                       | María Nela Prada                            |
| Minister für die Regierung                                          |                                                       | Eduardo del Castillo                        |
| Verteidigungsminister                                               |                                                       | Edmundo Novillo                             |
| Minister für Wirtschaft und öffentliche Finanzen                    |                                                       | Marcelo Montenegro                          |
| Minister/in für Entwicklung                                         |                                                       | Gabriela Mendoza (bis 9. Juni 2022)         |
| Minister/in für Entwicklung                                         | Sergio Armando Cusicanqui Loayza (ab 9. Juni 2022)    |                                             |
| Minister für Kohlenwasserstoffe und Energie                         |                                                       | Franklin Molina Ortiz (bis 12. August 2024) |
| Minister für Kohlenwasserstoffe und Energie                         | Alejandro Gallardo Valdivieso (ab 12. August 2024)    |                                             |
| Minister für produktive Entwicklung und plurale Wirtschaft          |                                                       | Néstor Huanca Chura                         |
| Minister für öffentliche Arbeiten, Dienstleistungen und Wohnungsbau |                                                       | Edgar Montaño                               |
| Minister für Bergbau und Metallurgie                                |                                                       | Ramiro Villavicencio                        |
| Minister für Justiz und institutionelle Transparenz                 |                                                       | Iván Lima (bis 26. September 2024)          |
| Minister für Justiz und institutionelle Transparenz                 | Cesar Siles (ab 26. September 2024)                   |                                             |
| Ministerin für Arbeit, Beschäftigung und Soziale Sicherung          |                                                       | Verónica Navia Tejada (bis 12. August 2024) |
| Ministerin für Arbeit, Beschäftigung und Soziale Sicherung          | Hérlan Rodríguez (ab 12. August 2024)                 |                                             |
| Minister/in für Gesundheit und Sport                                |                                                       | Edgar Pozo (bis 16. Januar 2021)            |
| Minister/in für Gesundheit und Sport                                | Jeyson Auza (16. Januar 2021 bis 2. Juni 2023)        |                                             |
| Minister/in für Gesundheit und Sport                                | María Renée Castro (ab 2. Juni 2023)                  |                                             |
| Minister für Umwelt und Wasser                                      |                                                       | Juan Santos Cruz                            |
| Bildungsminister                                                    |                                                       | Adrián Quelca (bis 12. November 2021)       |
| Bildungsminister                                                    | Edgar Pary (Ab 19. November 2021)                     |                                             |
| Minister für ländliche Entwicklung und Land                         |                                                       | Wilson Cáceres (bis 1. Dezember 2020)       |
| Minister für ländliche Entwicklung und Land                         | Edwin Characayo (1. Dezember 2020 bis 14. April 2021) |                                             |
| Minister für ländliche Entwicklung und Land                         | Remmy Gonzáles (20. April 2021 bis 12. August 2024)   |                                             |
| Minister für ländliche Entwicklung und Land                         | Juan Flores (ab 12. August 2024)                      |                                             |
| Ministerin für Kultur, Dekolonisierung und Depatriarchalisierung    |                                                       | Sabina Orellana (ab 20. November 2020)      |